# Agalychnis moreletii
Agalychnis moreletii е вид земноводно от семейство Дървесници (Hylidae). Видът е критично застрашен от изчезване.
Нейните естествени местообитания са субтропични или тропически влажни равнинните гори , субтропични или тропични влажни планински гори , сладководни блата , както и периодични сладководни блата. Тази жаба е почти изчезнала поради загубата на местообитания.
Те могат да живеят в девствени или нарушени местообитания и се размножават във временни или постоянни водни обекти. Те имат удължен размножителния сезон през летните месеци.

## Описание
Това е рядка жаба, която има зелено тяло, черни очи и червен или розов корем.

## Разпространение
Разпространен е в Белиз, Гватемала, Мексико, Салвадор и Хондурас.